# Lu Xiaojun
Dans ce nom, le nom de famille, Lu, précède le nom personnel.
Lu Xiaojun, né le 27 juillet 1984 à Huangshi, est un haltérophile chinois.

## Palmarès
Il a commencé l'haltérophilie à l'âge de 18 ans, en junior en -63 kg, arraché : 80 kg, épaulé-jeté : 100 kg

### Jeux olympiques
- Jeux olympiques d'été de 2020 à Tokyo
  -  Médaille d'or en moins de 81 kg.
- Jeux olympiques d'été de 2016 à Rio
  -  Médaille d'or en moins de 77 kg. (Initialement second, mais le 1er fut disqualifié pour cause de dopage)
    - 177 kg à l'arraché (WR)
    - 202 kg à l'épaulé-jeté
- Jeux olympiques d'été de 2012 à Londres
  -  Médaille d'or en moins de 77 kg.

### Championnats du monde
- Championnats du monde d'haltérophilie 2009 à Goyang
  -  Médaille d'or en moins de 77 kg.

- Championnats du monde d'haltérophilie 2010 à Antalya
  -  Médaille d'argent en moins de 77 kg.

- Championnats du monde d'haltérophilie 2011 à Paris
  -  Médaille d'or en moins de 77 kg.

- Championnats du monde d'haltérophilie 2013 à Wroclaw
  -  Médaille d'or en moins de 77 kg.

- Championnats du monde d'haltérophilie 2019 à Pattaya, Thaïlande
  -  Médaille d'or en moins de 81 kg.